# Polytela orientalis
Polytela orientalis är en fjärilsart som beskrevs av George Francis Hampson 1894. Polytela orientalis ingår i släktet Polytela och familjen nattflyn. Inga underarter finns listade i Catalogue of Life.